# Krombeke
Krombeke est une section de la ville belge de Poperinge située en Région flamande dans la province de Flandre-Occidentale. C'était une commune à part entière avant la fusion des communes de 1971 quand elle fut intégrée dans la commune de Proven avant de devenir une section de Poperinge en 1977.

## Toponymie

### Attestations anciennes
Crumbeke (875 ; 1107), Crumbeca (1115), Crumbecca (1134), Crumbeka (1183), Crombeca (1218).

### Étymologie
Le nom de la localité est d’origine germanique : selon Maurits Gysseling, il vient de krumba-, adjectif signifiant « sinueux, tortueux », et de baki-, mot désignant un « ruisseau ».

## Démographie

### Évolution démographique
- Sources : INS, Rem. : 1831 jusqu'en 1961 = recensements[3].

## Patrimoine architectural

### Église Saint-Blaise

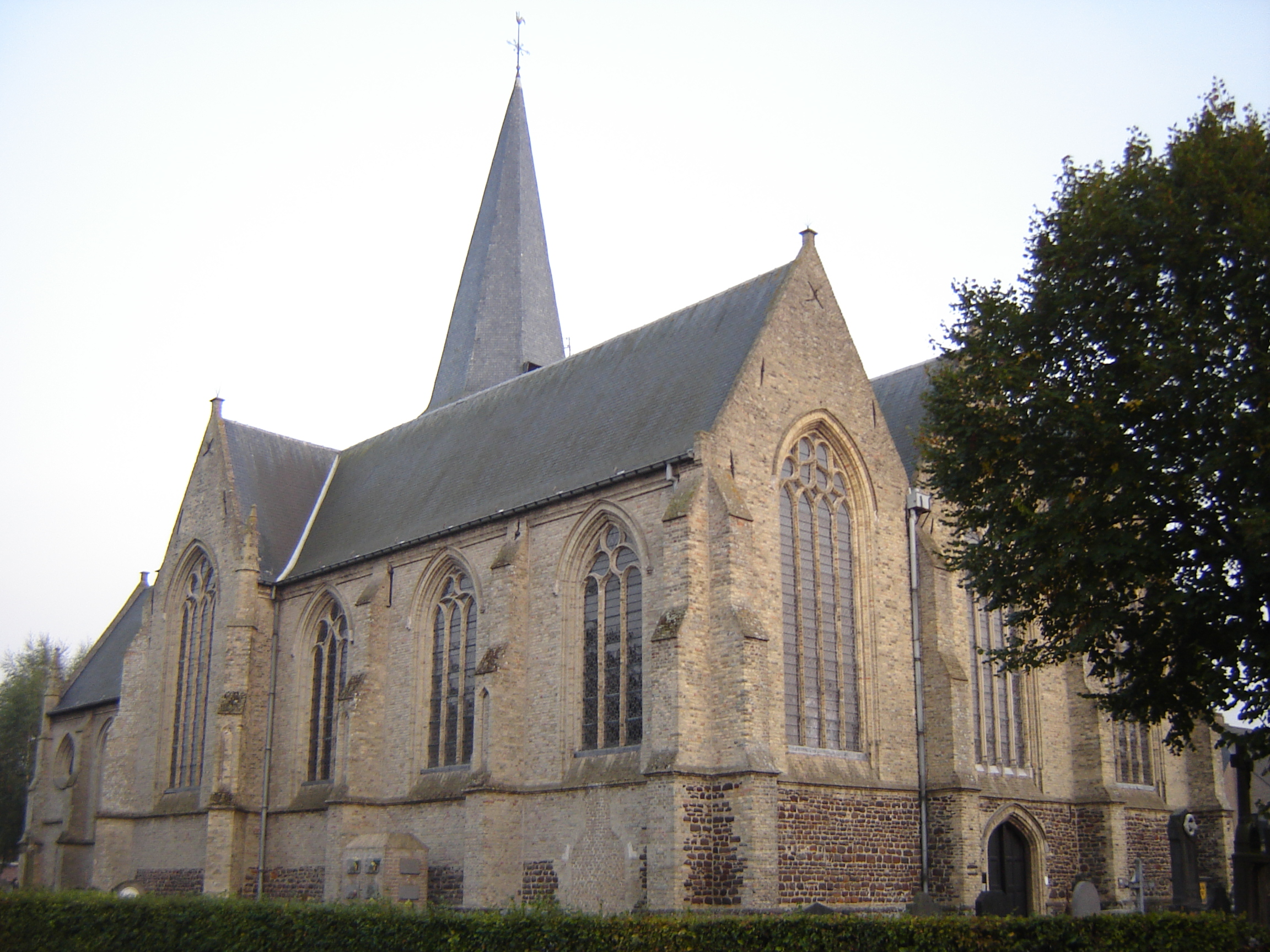
L’Église Saint-Blaise.

L’église paroissiale Saint-Blaise (Sint-Blasiuskerk en néerlandais), de style gothique, date du début du XVe siècle.